# Chamarahalli, Kolar
Chamarahalli là một làng thuộc tehsil Kolar, huyện Kolar, bang Karnataka, Ấn Độ.